# Scarabus
Scarabus е албум на британската джаз-рок фюжън група Ian Gillan Band, издаден през 1977 г. През 1989 г., албумът е пре-издаден на диск от Virgin Records (тази версия включва и допълнително праче – „My Baby Loves Me“).

### Страна 1
1. „Scarabus“ – 4:53
2. „Twin Exhausted“ – 4:08
3. „Poor Boy Hero“ – 3:08
4. „Mercury High“ – 3:31
5. „Pre-release“ – 4:22

### Страна 2
1. „Slags To Bitches“ – 5:09
2. „Apathy“ – 4:19
3. „Mad Elaine“ – 4:15
4. „Country Lights“ – 3:16
5. „Fool's Mate“ – 4:19

## Състав
- Иън Гилън – вокал
- Рей Фенуик – китара и вокали
- Джон Густафсон – бас и вокали
- Колин Таунс – клавишни и флейта
- Марк Ноусийф – барабани